# Бангладеська організація космічних досліджень і дистанційного зондування
Бангладеська організація космічних досліджень і дистанційного зондування (бенг. বাংলাদেশ মহাকাশ গবেষণা ও দূর অনুধাবন প্রতিষ্ঠান, трансліт. Bangladesh mohakash gobeshona o door onudhabon protishthan, англ. Bangladesh Space Research and Remote Sensing Organization, SPARRSO) — державне агентство у Бангладеш, що займається астрономічними дослідженнями та застосуванням космічних технологій. У 2018 році був запущений перший бангладеський супутник Bangabandhu-1.
SPARRSO тісно співпрацює з JAXA, NASA та ESA в екологічних та метеорологічних дослідженнях. Використовуючи японські та американські супутники, SPARRSO проводить моніторинг агрокліматичних умов і водних ресурсів Бангладеш.
SPARRSO використовує наземні станції космічного зв'язку в Японії, Китаї, США і Європі.
SPARRSO проводить дослідницькі роботи в різних геофізичних дисциплінах та технологіях дистанційного зондування. Дослідження включають технологічний розвиток алгоритмів дистанційного зондування з метою розробки кращих методів пошуку геоінформації та ефективних підходів до застосування такої технології.